# San Andrés de Machaca (gemeente)
San Andrés de Machaca is een gemeente (municipio) in de Boliviaanse provincie Ingavi in het departement La Paz. De gemeente telt naar schatting 6.133 inwoners (2018). De hoofdplaats is San Andrés de Machaca.

## Indeling
De gemeente is onderverdeeld in de volgende kantons:
- Cantón Chuncharcota de Machaca - 400 inwoners (2001)
- Cantón Conchacollo de Machaca - 915 inw.
- Cantón Laquinamaya - 1.089 inw.
- Cantón Mauri - 616 inw.
- Cantón Nazacara - 494 inw.
- Cantón San Andrés de Machaca - 1.344 inw.
- Cantón Sombra Pata - 262 inw.
- Cantón Villa Artasivi de Machaca - 873 inw.
- Cantón Villa Pusuma Alto de Machaca - 317 inw.